# فالينوبسيس تينياليس
فالينوبسيس تينياليس (بالإنجليزية: Phalaenopsis taenialis) هو نوع من السحلبيات (الأوركيدات) ينتمي إلى جنس فالينوبسيس، ويُعرف بجمال أزهاره وتركيبه البيئي الفريد.

## التوزيع والموطن
تنتشر هذه السحلبية في المناطق الجبلية الرطبة من الهند، بوتان، الصين (مقاطعة يونان وجنوب التبت)، ونيبال. تنمو عادة على الأشجار أو الصخور في غابات شبه استوائية عند ارتفاعات تتراوح بين 1000 و2200 متر.

## الخصائص النباتية
فالينوبسيس تينياليس نبات هوائي أو صخري:
- له أوراق رفيعة، مفلطحة، ومرنة.
- الأزهار تظهر منفردة أو في أزواج، ذات لون وردي أو بنفسجي باهت، وقد تحمل خطوطًا داكنة.
- الشفة (labellum) مزخرفة ومميزة، وهو ما يجعلها جذابة لهواة جمع الأوركيد.
- تزهر غالبًا في أوائل الربيع حتى الصيف.